# Montgomery Dent Corse

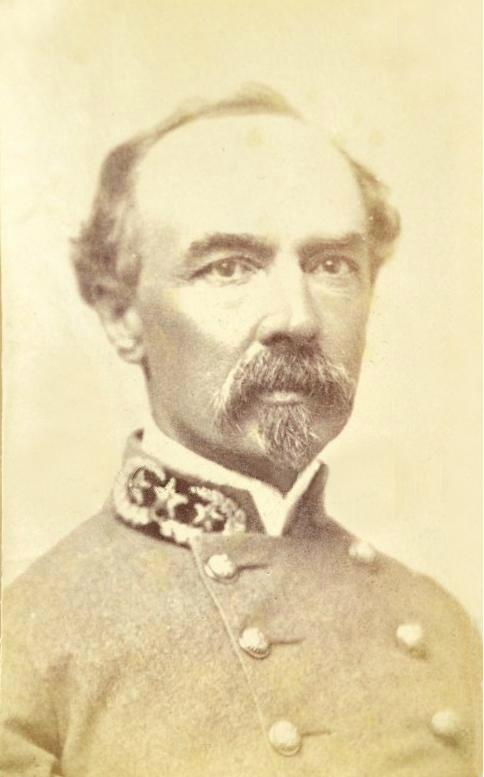
Montgomery Dent Corse

Montgomery Dent Corse (* 14. März 1816 in Alexandria, Virginia; † 11. Februar 1895 ebenda) war ein Brigadegeneral der Konföderierten im Sezessionskrieg.

## Leben
Corse war der älteste Sohn von John und Julia Corse. Seine Ausbildung erhielt er u. a. an der privaten Militärschule in Colross. 1846 stellte er eine Kompanie von Freiwilligen auf und führte sie als Kompaniechef im Mexikanisch-Amerikanischen Krieg (1846–1848). Nach Kriegsende zog es ihn nach Kalifornien und er versuchte sein Glück beim kalifornischen Goldrausch. 1856 ging er zurück in seine Heimatstadt Alexandria, ließ sich dort nieder und diente ab 1859 als Oberleutnant in der Alexandria Home Guard. Während eines Genesungsurlaubs nach mehreren Verwundungen 1862 ehelichte er am 22. November Elizabeth Beverley, mit der er vier Kinder hatte.
Bei Ausbruch des Amerikanischen Bürgerkriegs schloss er sich der Konföderierten Armee an und diente als Kommandeur des 17. Virginia Infanterie-Regiments. In der Folgezeit nahm er an allen größeren Gefechten und Schlachten der Nord-Virginia-Armee teil und wurde bis zum Brigadegeneral befördert. Bei der Zweiten Schlacht am Bull Run bei Manassas, Virginia am 30. August 1862 und bei der Schlacht am Antietam am 17. September 1862 wurde Corse jeweils verwundet. Am 6. April 1865 nahmen Unionstruppen ihn bei den Gefechten am Sailor’s Creek gefangen und inhaftierten ihn in Fort Warren, nahe Boston, Massachusetts.
Nach seiner Freilassung am 24. Juli 1865 und seiner Rückkehr nach Alexandria betätigte er sich als Händler, eröffnete mit seinem Bruder ein Geschäft und wurde Mitglied und Förderer des R. E. Lee Camp, einem Heim für Kriegsveteranen der Konföderierten.